# 神戸市立高倉台小学校
神戸市立高倉台小学校（こうべしりつ たかくらだいしょうがっこう）は、兵庫県神戸市須磨区高倉台4丁目にある公立小学校。

## 沿革
- 1973年4月1日 - 神戸市立高倉台小学校の開校。
- 1995年
  - 1月17日 - 阪神・淡路大震災。体育館が避難場所になる。[1]
  - 4月1日 - 校区変更。[2]

## 教育目標
- 明るい笑顔 思いやりの心 やりぬく力 友達を大切に ふれあいを大切に

## 通学区域
- 神戸市須磨区[3]
  - 多井畑南町、高倉台1～8丁目、西須磨(第二神明道路より北側の地域)、東須磨(青山)

## 校区内の主な施設
- 神戸市立高倉中学校（進学先中学校）
- 神戸女子大学 須磨キャンパス
- 神戸国際中学校・高等学校

## 交通アクセス
- 神戸市バス 75系統「高倉台」より徒歩約5分

## 通学区域が隣接している学校
- 神戸市立北須磨小学校
- 神戸市立多井畑小学校
- 神戸市立下畑台小学校